# Can Serra (Polinyà)
Can Serra és una masia del municipi de Polinyà (Vallès Occidental) que forma part de l'Inventari del Patrimoni Arquitectònic de Catalunya.

## Descripció
És una masia que es manté dins de la tipologia de la típica arquitectura popular catalana de les masies d'estructura clàssica, molt habitual a la comarca del Vallès. Existeixen una sèrie de cossos afegits als laterals que no són propis de la construcció inicial i que no obeeixen a una simetria completa.. La distribució de les obertures de la façana principal, situada a la cara sud-est, és desigual tant en tipologies com en mides. L'accés principal amb arcada de mig punt adovellada es troba desplaçada quant a la línea del carener, el que provoca la distribució desigual de finestres en l'habitacle que correspon al primer pis. No es manté l'eix de simetria que marc la confluència dels dos vessants en el carener, que en aquest cas és perpendicular a la façana. Al primer pis destaca l'ampit lleugerament treballat de les finestres, tot i que podrien ser elements reaprofitats d'altres finestres més antigues. Restes molt desdibuixades d'un rellotge de sol rodó a l'altura del pis entre la finestra dreta i la central de la façana principal. El ràfec és d'una sola filada de teules, per tant d'escàs voladís.